# 안영나
안영나(Ahn Young Na,安泳娜,1961년 7월16일~)는 한국의 자연과 한국인의 마음을 담은 한국화의 전통성을 재확인하고 서정적 표현과 필묵색(筆墨色)의 새로운 조형적 표현을 추구하는 대한민국의 한국화 화가이다. 

## 생애
안영나는 1961년 7월16일 서울에서 아버지 안화용(安華鏞,1929~2016)과 어머니 강신정(姜信貞,1933 ~ 2010) 사이 1남2녀 중 둘째로 출생했다. 아버지는 연세대학교 신촌세브란스병원 정형외과교수(1962~1971), 전 세강정형외과 원장으로 저명한 전문의였다. 어려서부터 미술에 재능을 보여 부모님께서 미술지도를 받게 해주셨다. 서울은석초등학교에 입학하였고 교동초등학교로 전학, 졸업했다. 덕성여자중학교를 거쳐 서울예술고등학교를 졸업, 1980년 서울대학교 미술대학 회화과에 입학하였다.  
안영나의 할아버지 안재학(安在鶴)은 경도제국대학(京都帝國大學)졸업 후 베를린유학생으로 이후 연희전문교수를 역임했는데 한국서양화개척자인 설초 이종우(雪蕉 李鍾禹,1899~1981)화백과 절친한 친구였다. 안재학 친형은 일제강점기독립운동가인 민세 안재홍(民世 安在鴻,1891~1965)으로 안영나는 조카손녀인데 “민세 안재홍 관련, 당시의 중학교 교과서에 실린 글을 보고 집안에 애국자가 계시다는 사실에 자부심을 느꼈다.”라고 회상했다.
안영나는 서울대학교 미술대학 회화과 동양화전공 재학 시, 심경 박세원(心耕 朴世元,1922~1999), “한국화의 필묵과 여백의 중요성을 강조하고 현대적 표현을 추구하라.”는 산정 서세옥(山丁 徐世鈺,1929~2020), 노석 신영상(老石 辛永常,1935~2017), 백계 정탁영(白溪 鄭晫永,1937~2012), “한국화의 재료기법과 보존에 대해 연구할 것을 강조”한 일랑 이종상(一浪 李鍾祥,1938~)교수 등으로부터 지도받았고 ‘한국화의 현대화’에 주력해야 한다는 의식을 싹틔웠다. 
서울대학교대학원에서도 동양화를 전공한 안영나는 이 시기 “간송미술관(澗松美術館)에서 문인화가들의 작품을 접하고 전통적 화풍에 감동받아 더욱 한국적인 화풍을 현대화(Contemporary)하여야겠다는 각오를 다졌었다.”라고 밝혔다. 중국청나라화가 팔대산인(八大山人)연구로 석사를 받았다. 1986년 결혼했으며 슬하에 1남1여를 두었다.

## 한국화의 새로운 표현기법 모색(1980~1989년)
인물, 풍경, 산수, 나무 등 한국화의 새로운 표현기법에 대해서 모색하던 시기이다. 이론적으로 팔대산인(八大山人,1624~1703), 석도(石濤,1642~1707) 등 중국의 회화이론과 조선시대 단원 김홍도, 혜원 신윤복, 겸재 정선, 추사 김정희, 우봉 조희룡 등에 이르기까지 한국 미술사를 탐구했다. 
“청나라 팔대산인 작품은 어떠한 풍격에 구애됨이 없이 필세(筆勢)가 대담 분방하고 구도, 공간표현이 매우 새롭다. 중국회화에서는 새로운 형식과 방향을, 현대동양화에서는 새로운 조형의 확립이란 명제아래 수묵법(水墨法)의 다양한 시도와 전개가 모색되고 있는 점에서 산인예술을 주목해 보아야 할 것이다. 팔대산인예술을 통하여 이 시대의 진정한 예술가상에 하나의 지표를 발견할 수 있으리란 기대에서 작성되어 졌다.” 

## 지필묵의 총체적 결합체 번짐기법(1990~1996)
한국화를 지필묵(紙筆墨)에 의한 총체적 결합체로 인식하고 붓과 먹에 의한 표현 그와 더불어 채색까지도 아우를 수 있는 번짐 기법을 구사하게 된다. 사군자나 산수화, 인물화에서 보아지는 다채로운 표현들을 종합적 시각으로 보기 시작했다. 특히 이 시기 우향 박래현(雨鄕 朴崍賢,1920~1976)작품에서 영감을 받은 바 있다.  
“짧고 빠른 붓질, 흐리고 진한 것을 뒤섞어 역동성을 가미한 부분, 먹의 농담으로 입체감을 살려내면서 필선 작업으로 끝맺음을 해가는 과정 등을 통해 조형적 효과들을 만날 수 있게 된다.” “안영나는 목판 위에 직접 그리기도 하고, 합착목판을 조각도로 파내면서 형상을 드러내고 채색을 가하기도 한다. 재료와 기법을 통한 영역의 확장은 ‘창작의 자유’일 것이다.”

## 자연의 혼 생명의 모태로서 자연(1997~2002)
한국화의 전통산수를 우리의 삶과 연결한 시기다. 한국화의 화훼절지(花卉折枝)를 대형화면에 월 페인팅(Wall Painting)하였고 한국전통오방색 중 청(靑)을 먹(墨)으로 운용하여 현대화에도 기여하였다. 
“생명의 모태로서의 자연과 여성의 존재가 따라서 하나로 인식되고 그것이 안영나 작가 작업의 근간이 되어 주고 있다. 또 단위의 증식에 따른 설치, 그리고 수없이 반복적으로 이루어지는 곡선과 직선, 작은 박스들의 연결, 배열에 따른 무한한 변화를 통해 재미와 가변성으로 회화이미지를 다른 차원에서 접하게 해주는 편이다.”
“안영나는 ‘자연의 혼’에 도달하고 있다. 그녀는 신비한 서예필치의 꽃, 가지 또는 줄기 모양의 표현에 많은 중요성을 부여하며, 충분히 자신의 것을 구축하고 있다.”

## 구상·추상의 결합 동·서양의 융합(2003~2010)
먹과 청색을 주도로 추상적으로 다룬 시기이다. 2008년 ‘Flower No Flower(꽃인가 꽃이 아닌가)’라는 화의(畵意)에 천착하게 되었고 구상과 추상의 결합 나아가 동·서 융합을 모색했다.  “안영나가 상용하는 매재 역시 혼성적이다. 한지에 먹과 아크릴 채색, 또는 천에다 먹과 아크릴 채색이 뒤섞인다. 어떤 매재에도 구애됨이 없는 자유로운 선택이다.”
“벽화만큼 커다란 붓글씨 회화로 벽을 덮은 안영나의 작품을 볼 때 어떤 사람은 꽃을 간략하게 표현한 것으로 볼지도 모른다. 하지만 그 크기로 인해, 어떤 구체적인 이미지는 추상적인 색채로 녹아들며, 관람자를 새로운 세계로 이끄는 힘이 더욱 분명하게 드러난다.” “조금은 우연처럼 언뜻언뜻 드러나고 있는 거대한 꽃 이미지는 하나의 우주 혹은 사물의 본질을 몸짓으로 상징하고 있는 것으로 읽혀진다.”
“관념적 꽃을 통해 안영나가 표현하려는 것은 시간의 흐름과 그 반전, 모든 존재가 자신의 의미를 드러내기 위해 투쟁하는 삶의 경이, 일체 유혹의 기술로 생존을 모색하는 생명의 욕망, 즉 삶의 현상과 본질 같은 것이지 않나 싶다.”

## 긍정에너지와 자유분방한 생명감(2011~2023)
이전 ‘새로운 것의 모색’에 이어 다듬는 시기다. ‘Flower  No Flower’명제의 부제로 ‘꽃과 인생’, ‘꽃의 격려’, ‘기쁨의 노래’ 등을 통하여 작업의 긍정에너지를 불어넣으며 다음의 작업행보를 기약하고 있다. 
“안영나 미술가의 작품에는 평소 추구하던 조형적인 꿈과 이상이 시각적으로 표현돼 있음은 물론이고 한국적인 조형에 대한 마음과 생각까지도 담겨있다.” “한국화가 안영나 그림에선 선염(渲染)이 중요한 구실을 한다. 물기가 축축한 종이가 물감과 한 몸이 되게 만드는 것이다. 그리하여 색깔이 제 빛을 마음껏 자랑하고 풀어낸다. 색깔은 강한 편이지만, 여전히 수묵화에서 보는 것과 같은 그윽한 아취(雅趣)를 전달해준다.”

## 평가
“안영나 작품들의 장점은 삶의 단순한 기록이라기보다는 선, 색, 형상 같은 조형요소들의 조화라고 할 수 있는 순수미술의 모습도 유지하는 균형 감각이다.”
“안영나 그림은 인위적이지 않다. 그림에서 그 주제의 혼을 향하는 그녀의 노정을 발견하여야 한다. 그녀는 눈부심을 경험할 수 있고, 우리에게는 그 눈부심을 나누어 줄 수 있는 예술가이다.”
“수묵화 고유의 기법에 대한 천착은 먹을 비롯하여 적, 청, 황 등 제한된 색을 사용하는 안영나 고유의 색감과 어울려 특유의 호방한 화면을 구축하고 있다. 안영나의 수묵에 대한 기량이 상당한 수준에 도달했음을 알려주는 징표다.”
“민화를 토대로 한 독창적인 작업을 보여준다. 현대조형의 양식에 기초를 두면서도 모든 제약과 형식적인 틀에서 벗어나 자유적, 창의적인 성향이 뚜렷하다. 이러한 작업은 한국 현대미술의 위상을 더욱 탄탄하게 하는 데 일조를 하였다.”

## 주요연혁
- 1961  서울출생(경기도평택 출생신고)
- 1980  서울예술고등학교 졸업
- 1984  서울대학교 미술대학 회화과 졸업
- 1986  서울대학교 대학원 동양화과 졸업
- 1990  대한민국미술대전 입선(국립현대미술관,서울)
- 1991  중앙미술대전 입선(호암갤러리,서울)
- 1992  동아미술제 입선(국립현대미술관, 서울)
- 1992~ 서원대학교 교수
- 1993  대한민국미술대전 입선(국립현대미술관, 서울)
- 1999  폴락-크라스너 재단 그랜트(Pollock-Krasner Foundation GRANT,뉴욕)
- 2000  야도(Yaddo) 레지던시 비쥬얼아티스트 참가 및 오픈 스튜디오(뉴욕)
- 2001  조지메이슨 대학(George Mason Universiry)교환교수(버지니아주)

## 개인전 및 단체전
개인전(32회)
- 2023 갤러리 라메르(서울)
- 2022 세종아트갤러리(서울)
- 2021 노원아트갤러리(서울)
- 2018 인사아트스페이스(서울)
- 2017 가나아트스페이스(서울)
- 2014 정부서울청사 문화갤러리(서울)
- 2012, 2013 스페이스 이노(서울)
- 2010 인사아트센터(서울)
- 2009 현대백화점 갤러리H(서울무역점, 목동점)
- 2008 선화랑(서울)
- 2004 인사아트센터(서울)
- 2002 마니프-안영나전(서울)
- 2001 한국문화원초대(워싱턴 DC)
- 1999 공평아트센터(서울)
- 1997 가산 화랑(서울)
- 1995 서호 갤러리(서울)
- 1992 덕원 갤러리(서울)
- 1991 무심 갤러리(청주)
- 1991 예향 갤러리(서울)

주요 해외전
- 2010~2011 칼슈르헤 아트페어(메세 드 칼슈르헤, 독일)
- 2010 베를리너 리스트(Muenze, 베를린)
- 2007, 2009 쥬리히 아트 페어(Kongresshaus, 쥬리히)
- 2009 New York Art Expo 2006(Javit Convention center, 뉴욕)
- 2004 사라예보 한국 작가 특별전-동양으로부터의 물결(사라예보 국립갤러리)
- 2000 뒤셀도르프 한국 미술전(시립미술관, 뒤셀도르프)
- 2000 스트라스부르크 아트페어(엑스포지션 드 스트라스부르크)
- 1999 리네 아트 페어(젠트 벨지움)
- 1997 로마 아트 페어(피에라 디 로마, 이태리), 리네 아트 페어(프랑드르 엑스포, 벨기에)
- 1994 한일현대미술교류전-대화하는 풍토(후바나시 시민갤러리, 일본)

주요 국내전
- 2016 여수 국제 아트 페스티발(여수국제박람회장). 키아프 아트페어(코엑스)
- 2015 서울 아트쇼(코엑스). 평창비엔날레 주제전-생명의 약동(강원도알펜시아). 광주 현대미술전(광주비   엔날레전시장)
- 2006 움직이는 미술관(국립현대 미술관)
- 2005 청주국제공예비엔날레 특별전-지역작가전(청주)
- 2000 동양화 새천년-수묵화의 어제와 오늘 그리고 내일(서울시립미술관)
- 1999 서울화랑미술제 -아라리오 화랑(예술의 전당,서울)
- 1998 서울판화미술제(예술의전당)
- 1998 김복진미술제(예술의전당,청주)
- 1993 문인화 정신의 표출전(서울시립미술관)
- 1989 한국화-새로운 형상과 정신II(문예진흥원 미술회관,서울)

## 미술관 소장
국립현대미술관, 국립현대미술관(미술은행), 서울시립미술관, 서원대학교.